# Kreis Lauenburg-Bütow

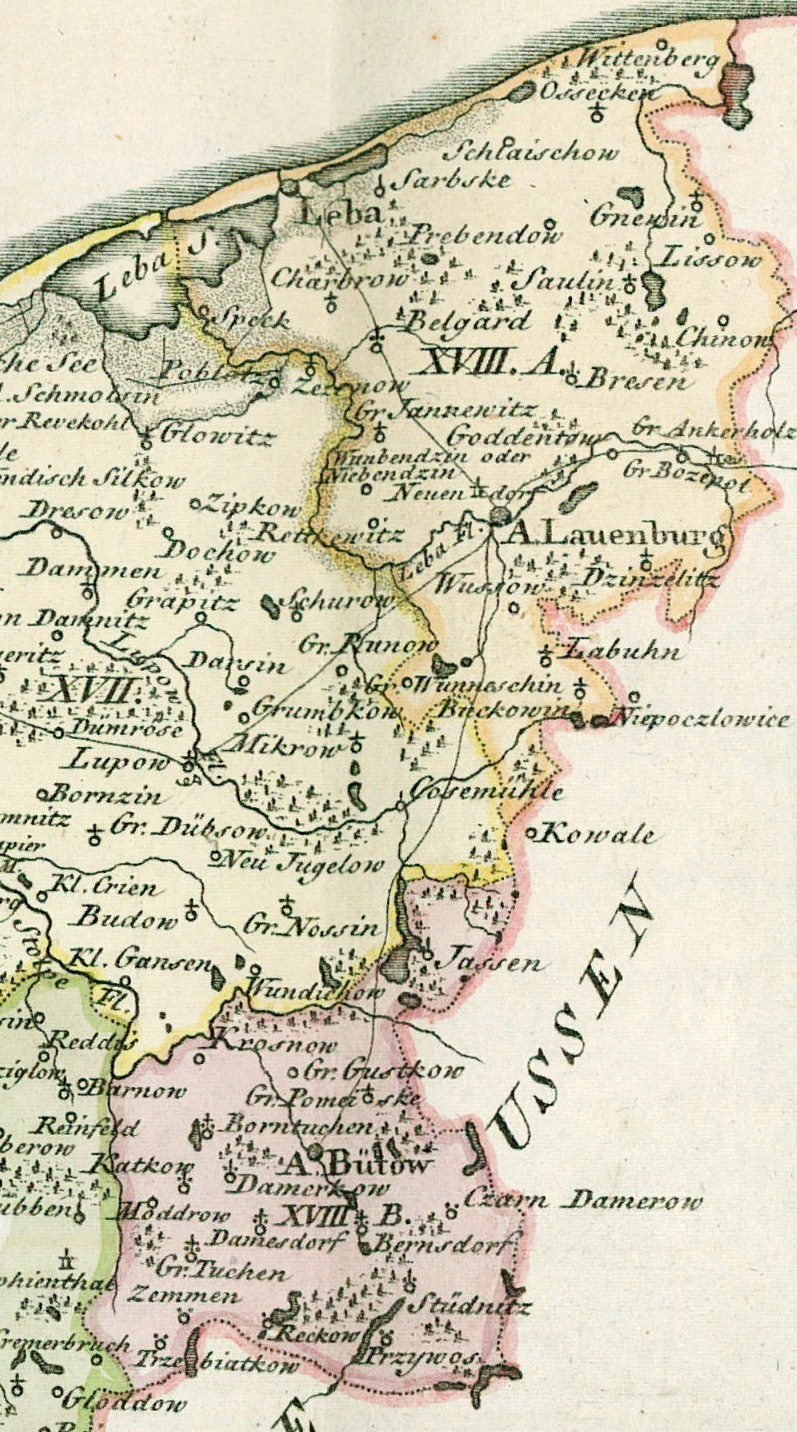
Die beiden Teile des Kreises Lauenburg-Bütow am Ende des 18. Jahrhunderts

Der Kreis Lauenburg-Bütow, auch Lauenburg-Bütowscher Kreis war ein Landkreis, der von 1772/1777 bis 1845 in Pommern bestand. Das ehemalige Kreisgebiet liegt heute größtenteils in den Powiaten Bytowski und Lęborski in der polnischen Woiwodschaft Pommern.

## Geschichte
Der Kreis ging aus den Landen Lauenburg und Bütow hervor, die die preußischen Könige seit 1637 von der Krone Polens zu Lehen hatten. Im Rahmen der Ersten Teilung Polens im Jahre 1772 und formell durch den Warschauer Vertrag von 1773 wurde aus dem Lehen ein integraler Bestandteil Preußens. Damit hörte die Sonderstellung der Lande Lauenburg und Bütow allmählich auf. Im Hinblick auf Justizsachen wurden Lauenburg und Bütow 1773 zunächst zu Westpreußen gelegt. Im Hinblick auf die übrige Landesverwaltung gehörte Lauenburg und Bütow zu Pommern. 1777 gingen die Lande Lauenburg und Bütow auch formell im preußischen Herzogtum Hinterpommern auf und bildeten dort den neuen Kreis Lauenburg-Bütow. Sitz des Landrates war die Stadt Lauenburg. Erst 1803/1804 wurde der Kreis Lauenburg-Bütow auch im Hinblick auf Justizsachen Pommern zugeordnet.
Der Kreis bestand aus den zwei räumlich getrennten Distrikten Lauenburg im Nordosten und Bütow im Südwesten. Der Distrikt Lauenburg umfasste die Städte Lauenburg und Leba, das königliche Amt Lauenburg und weitere adlige Dörfer, während der Distrikt Bütow aus der Stadt Bütow, dem Amt Bütow und weiteren adligen Dörfern bestand.
In Folge der preußischen Provinzialbehörden-Verordnung vom 30. April 1815 wurde der Kreis Teil des Regierungsbezirks Köslin der Provinz Pommern. Bei der pommerschen Kreisreform von 1818 wurde die Abgrenzung des Kreises nicht geändert.
Zum Heiligen Römischen Reich gehörte der Kreis Lauenburg-Bütow bis zu dessen Ende im Jahr 1806 nicht, ebenso wenig wie zuvor die Lande Lauenburg und Bütow. Mit der Bildung des Deutschen Bundes gehörte der Kreis Lauenburg-Bütow jedoch seit 1815 zum Bundesgebiet.
Zum 1. Januar 1846 wurde der Kreis in die beiden neuen Kreise Lauenburg und Bütow aufgeteilt.

### Demographie
| Jahr | Einwohner | Anmerkungen |
| ---- | --------- | --- |
| 1797 | 24.197    | [ 6 ] |
| 1816 | 23.286    | davon 20.811 Evangelisch-Lutherische, 78 Evangelisch-Reformierte, 2200 Katholiken und 197 Juden (darunter sechs Juden ohne staatsbürgerliche Rechte); 108 Elementarschulen und 108 Lehrkräfte |
| 1821 | 30.648    | in 3937 Privatwohnhäusern; darunter 27.312 Evangelische, 3132 Katholiken und 204 Juden (sämtlich Juden mit Staatsbürgerrecht), die zusammen 41 Gotteshäuser haben                             |
| 1846 | 52.508    | [ 9 ] |

## Landräte
Als Landräte des Lauenburg-Bütowschen Kreises amtierten:
- 1772–177900Heinrich Eggard von Woedtke, letzter Oberhauptmann der Lande Lauenburg und Bütow
- 1779–179400Georg Christoph von Wussow, Gutsherr auf Vietzig
- 1794–180000Franz Christoph von Somnitz, Erbkämmerer von Hinterpommern, Gutsherr auf Bebbrow und Jatzkow
- 1800–181400Ernst Carl Ludwig von Weiher, Landschaftsrat, Gutsherr auf Groß Botzepol
- 1818–182200Moritz Heinrich von Weiher, Landschaftsrat, Gutsherr auf Zezenow und Dargeröse
- 1823–184000Friedrich von Selchow, Gutsherr auf Rettkewitz[10]
- 1843–184500Werner von Selchow, Gutsherr auf Rettkewitz, Sohn des vorigen